# Nebaliella extrema
Nebaliella extrema is een kreeftachtigensoort uit de familie van de Nebaliidae. De wetenschappelijke naam van de soort is voor het eerst geldig gepubliceerd in 1905 door Thiele.